# Copenhagen Masters 1995
Das Copenhagen Masters 1995 im Badminton war die dritte Auflage dieser Turnierserie. Es fand vom 27. bis zum 29. Dezember 1995 in Kopenhagen statt.

## Finalergebnisse
| Disziplin    | Sieger                         | Finalist                | Ergebnis          |
| ------------ | ------------------------------ | ----------------------- | ----------------- |
| Herreneinzel | Jens Olsson                    | Poul-Erik Høyer Larsen  | 9-15, 15-5, 15-10 |
| Dameneinzel  | Camilla Martin                 | Pernille Nedergaard     | 11-2, 11-4        |
| Herrendoppel | Henrik Svarrer Michael Søgaard | Chris Hunt Simon Archer | 15-7, 15-7        |